# Revoluções burguesas
As revoluções burguesas são movimentos sociopolíticos ocorridos entre 1640 e 1850 nos quais a sociedade aristocrática, caracterizada pela monarquia absoluta e pelos títulos de nobreza, foi transformada em uma sociedade capitalista dominada pela produção mercantil liberal. Os exemplos clássicos de revoluções burguesas são a Revolução Inglesa (1640/88) e a Revolução Francesa (1789), nas quais "os mecanismos políticos, jurídicos e ideológicos de ambas garantiam, à burguesia, o desenvolvimento das relações capitalistas de produção e o exercício da dominação social e da hegemonia política sobre os demais segmentos da sociedade contemporânea".

## Concepção da burguesia

Obra A Liberdade guiando o povo, de Eugène Delacroix.

A concepção da burguesia de "revoluções burguesas" se baseava no Iluminismo, que pregava a liberdade, os direitos do homem e o livre mercado, em oposição ao absolutismo. O conceito é geralmente, ainda que de modo equivocado, restrito à onda revolucionária que ocorreu desde o final do século XVIII. Na sua definição política simplista, é conhecido como Revolução Liberal.
Seu principal exemplo foi a Revolução Francesa (1789), à qual se seguiram outras revoluções, na Europa (Revolução de 1820, Revolução de 1830, Revolução de 1848) e nas colônias americanas (Independência da América Espanhola). O Antigo Regime termina de vez na Rússia por meio da Revolução de Fevereiro de 1917 e da Revolução de Outubro, classificadas como revolução socialista e proletária. Alguns dos méritos da Revolução Francesa foram: abolir as corporações de ofício e o tabelamento de preços; remover restrições à indústria, finanças e bancos; encerrar os direitos e deveres feudais dos camponeses; e confiscar as terras da Igreja Católica para, depois, vendê-las para a iniciativa privada.
A ideologia burguesa não se restringiu no entanto a essa classe, mas se estendeu a todo o corpo social, abrangendo a população não privilegiada, elementos proprietários individuais da nobreza e do clero e, em alguns casos, o próprio cerne do poder da monarquia absoluta.
Símbolo de alternativas sociais e políticas, o Dia da Bastilha (com maior impacto do que a anterior Declaração da Independência dos Estados Unidos) demonstrou a possibilidade de uma emancipação vista com medo em toda a aristocracia europeia, enquanto partidários das mudanças revolucionárias esperavam remover as barreiras que tolhiam a burguesia e o livre desenvolvimento das forças produtivas do capital.
Após o longo processo histórico da revolução burguesa, a classe burguesa assumiu o papel de classe dominante, gerando uma nova elite social que incluía a nobreza como classe alta. Simultaneamente, ocorria o processo de industrialização e de transformação de sociedade pré-industrial em sociedade industrial, uma mudança verdadeiramente revolucionária, que recebeu o nome de Revolução Industrial.

## Revoluções burguesas na Idade Média
Embora com difusão muito menor, também têm sido chamadas Revoluções Burguesas aos movimentos sociais da Idade Média na Europa, quando a burguesia começou a se definir nas emergentes cidades como classe social dentro do Terceiro Estado em oposição aos privilegiados (nobreza e clero). É discutido se estes episódios podem ser qualificados como revolta ou revolução. Em qualquer caso, a predominância do modo de produção feudal não estava em discussão, embora o mercantilismo e o artesanato fossem claramente contra o predomínio esmagador das atividades agrícolas.

## A burguesia em transição
O delicado papel social da burguesia na transição do feudalismo para o capitalismo e sua relação com ascendente monarquia tem sido particularmente o tema do debate historiográfico dentro da escola materialista, especialmente o Grupo de historiadores do Partido Comunista da Grã-Bretanha e a Escola dos Annales, a partir dos anos quarenta e cinquenta do século XX.
Na verdade, a burguesia estava longe de ser uma classe revolucionária para além do papel que as atividades econômicas tiveram como solventes do modo de produção feudal. Em vez disso, foi um fator-chave no surgimento das monarquias, das quais ele era o principal apoio financeiro através dos impostos, além de ser uma das principais fontes de recrutamento (juntamente com a baixa nobreza) para a burocracia. Em grande parte da Europa, houve um grande beneficiamento da burguesia no desenvolvimento econômico, social e político do Antigo Regime, que viria a redundar na chamada traição da burguesia (uma expressão que deve ser entendida a partir de um modelo historiográfico que espera um papel histórico por padrão).

## Revoluções burguesas na Idade Moderna
Os movimentos sociais da época moderna, especialmente aqueles relacionados à Reforma Protestante, podem ser entendidos como um início da revolução burguesa. É óbvio que, no caso da revolta holandesa contra os espanhóis, que acrescentou o componente nacionalista religioso, o componente social foi claramente visível. Da mesma forma, ela pode ser entendida na Revolução Inglesa. Outros casos, como o Guerra das Comunidades de Castela ou a Fronda francesa (ambos falharam), têm interpretações muito diferentes quanto à sua componente social.

## Revoluções burguesas na época contemporânea
Os princípios da liberdade, igualdade e fraternidade foram os conceitos utilizados pelos liberais para justificar teoricamente o desenvolvimento do capitalismo na Europa. A forma como essas ideias vieram para o solo americano também são indispensáveis para a compreensão da estrutura piramidal social que ainda é majoritária hoje. A Revolução Francesa aniquilou qualquer posse que não fosse a propriedade privada.